# Thanássis Véngos
Thanássis Véngos, (en grec moderne : Θανάσης Βέγγος), né le 26 mai 1927 à Néo Fáliro, quartier du Pirée et mort le 3 mai 2011 à Athènes, est un acteur de cinéma, de théâtre et de télévision ainsi qu'un metteur en scène grec. Il a tourné dans plus d'une centaine de films, très souvent dans des rôles comiques.

## Biographie
Déporté sur Makronissos en 1948-1950 pour des raisons politiques, il rencontre le metteur en scène Níkos Koúndouros qui lui offre ses premiers rôles après 1952.
Il commence par interpréter des pauvres bougres chargés de famille nombreuse et dépassés par les événements sur lesquels les ennuis s'accumulent (Famille nombreuse (Ο πολύτεκνος) en 1964 ou Le Concierge aux pieds fous (Ο παπατρέχας en 1966, tous deux de Erríkos Thalassinós). Il incarne donc l'archétype de Grec face aux transformations de la société des années 1950-1960. Il exprime sur un ton comique les mêmes dénonciations que celles de la « nouvelle vague » grecque. Cela fait de lui le comique le plus apprécié par la critique cinématographique grecque.
Son rôle dans Un Vengos fou, fou, fou (Είναι ένας τρελός, τρελός, τρελός Βέγγος) de Panos Glykofrydis (el) en 1965 fait de lui une idole populaire. En 1967, la parodie de James Bond, Au secours, Vengos (Φανερός πράκτωρ 000) fait 474 560 entrées, en cinquième position au box-office.
En 2008, il a été décoré au grade de commandeur de l'ordre du Phénix.
En octobre 2010, il fut hospitalisé à la suite d'une hémorragie cérébrale. Il subit deux opérations chirurgicales. Il passa ses cinq derniers mois à l'hôpital où il finit par mourir.
Le Premier ministre Geórgios Papandréou lui rendit hommage dès l'annonce de sa mort en déclarant : « Il était comme un membre de la famille » ; « Dans ses rôles, comme dans sa vie, il exprimait ce qui fait l'humain en nous avec la lutte quotidienne face aux difficultés qui finalement nous unit ».

## Filmographie sélective
- 1954 : Ville magique (Μαγική πόλη) de Níkos Koúndouros
- 1956 : La Fille en noir de Michael Cacoyannis
- 1956 : L'Ogre d'Athènes de Níkos Koúndouros
- 1960 : Jamais le dimanche de Jules Dassin
- 1960 : Maddalena de Dinos Dimopoulos
- 1960 : Mia tou Kléphti... (Μια του κλέφτη) de Dimitris Ioannopoulos (el)
- 1962 : Haut les mains, Hitler !
- 1964 : Famille nombreuse
- 1966 : Un Vengos fou, fou, fou de Panos Glykofrydis (el)
- 1966 : Le Concierge aux pieds fous d'Erríkos Thalassinós
- 1970 : Un Vengos à tout faire de Dinos Katsouridis
- 1970 : Thanassis, Juliette et les saucisses de Dinos Katsouridis
- 1971 : Qu'as-tu fait à la guerre, Thanassis ? de Dinos Katsouridis
- 1972 : Prends ton fusil, Thanassis de Dinos Katsouridis
- 1976 : Thanassis au pays de la baffe de Dinos Katsouridis et Pános Glykofrídis
- 1979 : Le Monde loufoque de Thanassis  de Dinos Katsouridis
- 1979 : L'Élève chauve de Dinos Katsouridis
- 1980 : Vengos, le kamikaze fou de Dinos Katsouridis
- 1982 : Thanassis et le mauvais serpent  de Dinos Katsouridis
- 1991 : Jours tranquilles d'août de Pantelís Voúlgaris
- 1995 : Le Regard d'Ulysse de Theo Angelopoulos